# Incaspiza
Incaspiza là một chi chim trong họ Thraupidae.